# Kabinett Brisson I

Henri Brisson war von April 1885 bis Januar 1886 sowie von Juni bis November 1898 Premierminister Frankreichs

Das erste Kabinett Brisson war eine Regierung der Dritten Französischen Republik. Es wurde am 6. April 1885 von Premierminister (Président du Conseil) Henri Brisson gebildet und löste das Kabinett Ferry II ab. Es blieb bis zum 7. Januar 1886 im Amt und wurde daraufhin vom Kabinett Freycinet III abgelöst.
Dem Kabinett gehörten Vertreter der Gauche républicaine (GRep), der Union républicaine (UR), der Union démocratique (UD) und der Gauche radicale (GRad) an.

## Kabinett
Dem Kabinett gehörten folgende Minister an:
| Amt                                                              | Name                                             | Gruppe  | Beginn der Amtszeit            | Ende der Amtszeit               |
| ---------------------------------------------------------------- | ------------------------------------------------ | ------- | ------------------------------ | ------------------------------- |
| Premierminister                                                  | Henri Brisson                                    | UR      | 6. April 1885                  | 7. Januar 1886                  |
| Siegelbewahrer und Justizminister                                | Henri Brisson                                    | UR      | 6. April 1885                  | 7. Januar 1886                  |
| Außenminister                                                    | Charles de Freycinet                             | UR      | 6. April 1885                  | 7. Januar 1886                  |
| Kriegsminister                                                   | Jean-Baptiste Campenon                           |         | 6. April 1885                  | 7. Januar 1886                  |
| Minister für Marine und Kolonien                                 | Charles-Eugène Galiber                           | UR      | 6. April 1885                  | 7. Januar 1886                  |
| Innenminister                                                    | François Allain-Targé                            | UR      | 6. April 1885                  | 7. Januar 1886                  |
| Finanzminister                                                   | Jean-Jules Clamageran Marie François Sadi Carnot | UR GRep | 6. April 1885 16. April 1885   | 16. April 1885 7. Januar 1886   |
| Minister für öffentlichen Unterricht, Religion und schöne Künste | René Goblet                                      | GRep    | 6. April 1885                  | 7. Januar 1886                  |
| Handelsminister                                                  | Pierre Legrand Lucien Dautresme                  | GRad    | 6. April 1885 9. November 1885 | 9. November 1885 7. Januar 1886 |
| Landwirtschaftsminister                                          | Hervé Mangon Hippolyte Gomot                     | GRep UR | 6. April 1885 9. November 1885 | 9. November 1885 7. Januar 1886 |
| Minister für öffentliche Arbeiten                                | Marie François Sadi Carnot Charles Demôle        | GRep UR | 6. April 1885 16. April 1885   | 16. April 1885 7. Januar 1886   |
| Minister für Post und Telegrafie                                 | Ferdinand Sarrien                                | GRep    | 6. April 1885                  | 7. Januar 1886                  |

### Unterstaatssekretäre
Dem Kabinett gehörten folgende Sous-secrétaires d’État an:
| Amt                                                       | Name               | Gruppe | Beginn der Amtszeit | Ende der Amtszeit |
| --------------------------------------------------------- | ------------------ | ------ | ------------------- | ----------------- |
| Ministerium für öffentliche Arbeiten                      | Alfred Hérault     | UR     | 9. April 1885       | 21. April 1885    |
| Ministerium für öffentlichen Unterricht und schöne Künste | Edmond Turquet     | GRad   | 11. April 1885      | 7. Januar 1886    |
| Kriegsministerium                                         | Godefroy Cavaignac | UR, UD | 18. April 1885      | 7. Januar 1886    |
| Finanzministerium                                         | Alfred Hérault     | UR     | 21. April 1885      | 7. Januar 1886    |
| Ministerium für Marine und Kolonien                       | Armand Rousseau    | GRep   | 28. April 1885      | 7. Januar 1886    |

## Historische Einordnung

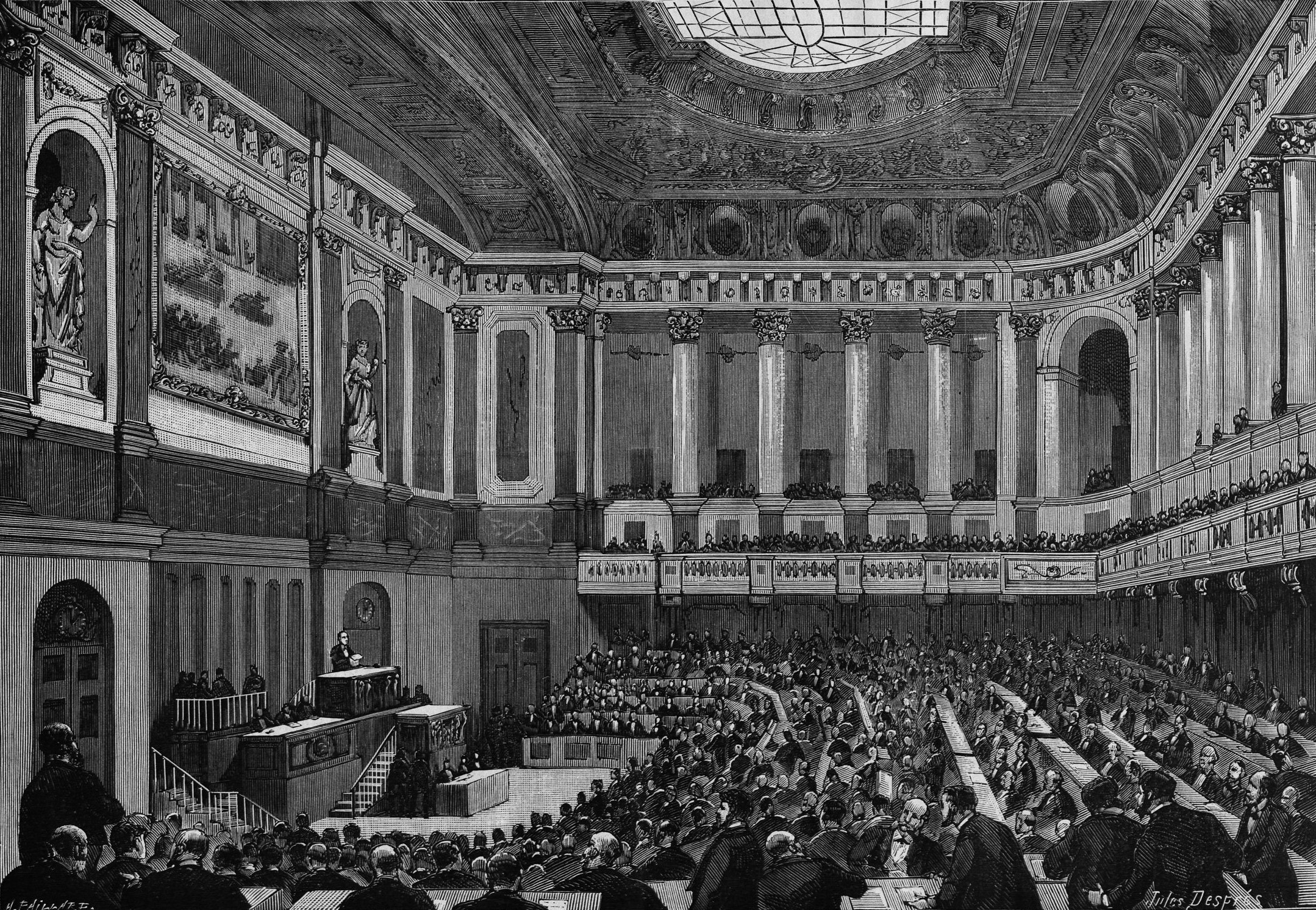
Kongress in Versailles zur Wahl des Präsidenten der Republik (Sitzung vom 28. Dezember 1885). L’Illustré de l’Est, 3. Januar 1886

Henri Brisson konnte zwar bei den Parlamentswahlen im Oktober 1885 mit 323 von 584 Sitzen eine Mehrheit erringen, die Republikaner verloren aber gegenüber der Wahl von 1881 (411 von 547 Sitzen) stark an Zustimmung. Brisson legte sein Amt nieder, nachdem er im Dezember 1885 bei den Präsidentschaftswahlen eine deutliche Niederlage hinnehmen musste.
Mit dem Gesetz vom 27. Mai 1885 wurde die Möglichkeit geschaffen, strafrechtliche Wiederholungstäter lebenslang zu verbannen und in einer französischen Kolonie zu internieren. Mit dem zweiten Vertrag von Tianjin wurde der Chinesisch-Französische Krieg beendet; Frankreich erhielt die Oberhoheit über Annam und Tonkin, verzichtete aber auf Taiwan. Das Gesetz vom 16. Juni 1885 führte ein Mehrheitswahlrecht auf Departementsebene mit zwei Wahlgängen für die Abgeordnetenkammer ein. Per Dekret vom 23. Juni 1885 wurde ab nun das französische Protektorat über Tunesien vom Generalresidenten ausgeübt, der den Bey kontrollierte.